# クライゼン・シュミット縮合
クライゼン・シュミット縮合（クライゼン・シュミットしゅくごう、英: Claisen-Schmidt reaction）とは、アルデヒドとケトンを縮合させる反応である。
この反応はアルドール縮合とみなすことができる。この反応を用いて、ジベンジリデンアセトンが合成される。